# Втеча від свободи
Втеча від свободи (англ. Escape from Freedom) — перша книга психоаналітика та соціального психолога Еріха Фромма, яка вийшла друком в 1941 році у британському видавництві «Farrar & Rinehart». Написана англійською мовою під час перебування автора в еміграції у США. Матеріалом для написання книги стали результати дослідження за програмою «Авторитет і родина», яке проводилось Фроммом у Нью-Йорку.

## Структура книги
Книга містить сім розділів:
- Свобода — психологічна проблема?
- Відчуження індивіда і двозначність свободи
- Свобода в епоху Реформації
- Два аспекти свободи для сучасної людини
- Механізми «втечі»
- Психологія нацизму
- Свобода і демократія

## Концепція
У книзі Еріх Фромм досліджує природу тоталітаризму, перш за все, нацизму, як результат внутрішнього конфлікту індивідуальності, соціального відчуження та «втечі» від свободи, що призводить до формування авторитарної особистості.
Основу методології книги становлять вчення Карла Маркса та Зиґмунда Фройда. Ґрунтуючись на ідеях фройдо-марксизму, Еріх Фромм пояснює природу авторитарної особистості через прояв нею садистських та мазохістських елементів. Це проявляється у готовності людини підкорятися сильнішим за себе з одночасним бажанням влади над слабшими.
Велику увагу в книзі Фромм присвятив дослідженню епохи Реформації, а також протестантської теології та етики, що виконали революційну роль західної цивілізації завдяки ідеям Мартіна Лютера та Жана Кальвіна. Предестинація, відчуття власної мізерності й замкнутості та відчуття страху перед свободою підкреслює факт нерівності людей, підсилює потребу в ієрархії та авторитеті.
Фромм вбачає джерело нацизму у страху людини перед свободою, що була притаманна їй у період Середньовіччя, коли завдяки капіталізму феодальний уклад життя був зруйнований. У цей же час, капіталізм не запропонував альтернативних моделей для наслідування, породивши у людини відчуття беззахисності та відчуженості — одні з найбільш сильних страхів, від яких людина готова позбавитись за будь-яку ціну.
Основними носіями цього відчуття страху були представники нижчих за середній клас, коли після Першої світової війни були зруйновані засади їхнього соціального становища у суспільстві. За твердженням Фромма, у представників цих нижчих класів домінує характер авторитарної особистості, на що вказують прихильність до консерватизму та відраза до емансипації нижчих класів.
Фромм також розглядає демократію та свободу. Сучасна демократія та індустріально розвинута нація є моделями, які він схвалює, проте такий різновид зовнішньої свободи, що формується цією частиною суспільства ніколи не може бути використана у повній мірі без рівноцінної внутрішньої свободи. Хоча людина стає вільною від тоталітарних впливів будь-якого класу суспільства, вона як і раніше залишається під пресом громадської думки, експертів та впливу реклами. Спосіб стати вільним як особистостість повинен бути спонтанним у нашому самовираженні, і в тому, як ми поводимося. Цю думку Фромм відобразив у своєму екзистенційному твердженні про те, що «є лише єдиний сенс життя: життя в дії».

### Свобода за Фроммом
На думку Фромма, зміст свободи визначається у XX столітті як найвища цінність, за яку потрібно боротись та захищати.
Він розрізняє два види свободи — «свобода від» (англ. freedom from) або негативна і «свобода для» (англ. freedom to) або позитивна.

### Форми «втечі»
- авторитаризм
- деструктивність
- конформізм